# Laurent-Guillaume de Koninck
Laurent-Guillaume de Koninck (n. 3 mai 1809 — d. 16 iulie 1887) a fost un paleontolog și chimist belgian, născut la Louvain.
A studiat medicina la Universitatea din Louvain, orașul său natal, iar în 1831 a devenit asistent în școlile de chimie. A continuat studiul chimiei în Paris, Berlin și Gießen și a fost ulterior implicat în predarea științei la Gent și Liège. În 1856 a fost numit profesor de chimie la Universitatea din Liège, fiind titularul postului până la sfârșitul vieții.
Începând cu anul 1835 a început să-și dedice timpul liber studierii fosilelor din Carbonifer (în preajma orașului Liège); în cele din urmă a fost distins pentru cercetările sale privind paleontologia rocilor paleozoice și în special pentru descrierile sale de moluște, brahiopode, crustacee și crinoide din calcarul carboniferic din Belgia. Ca recunoaștere a acestei munci, Medalia Wollaston i-a fost acordată în 1875 de către Societatea Geologică din Londra, iar în 1876 a fost numit profesor de paleontologie în Liège.
A fost decorat cu Medalia Clarke de către Royal Society din New South Wales în 1886.

## Publicații
- Eléments de chimie inorganique [Elemente de chimie anorganică] (1839)
- Description des animaux fossiles qui se trouvent dans le terrain Carbonifère de Belgique [Descrierea animalelor fosile care se găsesc în terenul carboniferic din Belgia] (1842-1844, supliment 1851)
- Recherches sur les animaux fossiles [Cercetări asupra animalelor fosile] (1847, 1873)
- Recherches sur les crinoïdes du terrain carbonifère de la Belgique [Cercetări asupra crinoidelor din terenul carboniferic din Belgia] (în colaborare cu Le Hou, 1854)